# Kõpu (Põltsamaa)
Kõpu (Duits: Köppo) is een plaats in de Estlandse gemeente Põltsamaa, provincie Jõgevamaa. De plaats heeft de status van dorp (Estisch: küla) en telt 33 inwoners (2021).
Tot oktober 2017 lag Kõpu in de gemeente Pajusi. In die maand werd deze gemeente bij de gemeente Põltsamaa gevoegd.
Kõpu ligt tegen de grens tussen de gemeenten Põltsamaa en Jõgeva. De Tugimaantee 37, de secundaire weg van Jõgeva naar Põltsamaa, komt langs Kõpu.

## Kunstmatig meer
Bij Kõpu ligt een kunstmatig meer, dat Kõpu tiik (‘vijver van Kõpu’) of Aidu järv (‘Aidumeer’) wordt genoemd. Het meer is aangelegd voor de irrigatie van de velden in de omgeving, maar het gebruik bleek in de praktijk tegen te valen. Het wordt vooral gebruikt als zwemwater. De oppervlakte bedraagt 3,8 ha.

## Geschiedenis
Kõpu werd voor het eerst genoemd in 1583 onder de naam Kop, een dorp op het landgoed van Kawa (Kaave). In 1638 heette het Koeppe en in 1797 Köppo.
Tussen 1977 en 1997 hoorde Kõpu bij het buurdorp Vägari.